# 11 février 1951
Le dimanche 11 février 1951 est le 42e jour de l'année 1951.

## Naissances
- Aleksandr Makarov, athlète soviétique, spécialiste du lancer du javelot
- Arno Tausch, politologue autrichien
- Cynthia Sieler, joueuse de tennis australienne
- Jean-Philippe Lafont, chanteur lyrique français
- Michael Leavitt, Personnalité politique américaine
- Michel Cals, poète français
- Sergueï Korotkov (mort le 20 mars 1995), joueur de hockey sur glace russe
- Seymour W. Duncan, musicien américain
- Vojtěch Saudek (mort le 13 septembre 2003), compositeur tchècque

## Décès
- Ambroise Croizat (né le 28 janvier 1901), homme politique français
- George F. Argetsinger (né en 1874), personnalité politique américaine
- Louis Brody (né le 15 février 1892), acteur allemand